# Warhammer 40,000
Warhammer 40,000, vardagligt Warhammer 40K (vanligen förkortat: 40K, ibland: WH40K, W40K), är ett brittiskt science fantasy-figurspel, producerat av Games Workshop. Spelet låter spelarna iscensätta strider mellan olika arméer runtom i universum i en fiktiv framtid, och utspelar sig år 40 000 efter Kristus i en mörk tidsålder där mänskligheten spritt sig till andra planeter. Figurerna produceras av Games Workshop och Forge World. Det finns tolv rivaliserande fraktioner att välja och bygga sin armé från.
Spelet är science fiction-varianten av Warhammer Fantasy Battle och delar flera spelmekaniker med varandra. Världen i Warhammer 40,000 används även i flera andra spel som Epic, Necromunda och Battlefleet Gothic och har även spridits till andra medier som till exempel böcker och datorspel.

## Historia
Första versionen av spelet hette Warhammer 40,000 - Rogue Trader och släpptes 1987. Denna version hade detaljerade regler och lämpades sig bäst för mindre strider. Det hade också regler för en spelledarlik person som kunde se över spelet. 1993 kom den andra versionen av spelet som endast hette Warhammer 40,000. Den andra versionen använde kort för vapen och liknande och reglerna hade anpassats något mer för större strider, även om riktigt stora strider fortfarande var svåra att genomföra.

## Spelsystem
I Warhammer 40,000 har varje spelare en armé vars storlek beror på ett poängvärde som varje modell har i regelboken. Spelgången är ett turordningsbaserat system där varje spelare först förflyttar hela sin armé, sedan skjuter med den och sedan avslutar med närstrid. Ett spel omfattar vanligtvis ca 5-7 rundor men tiden varierar stort beroende på arméstorlekar. Ofta tar en spelsession ett par timmar att genomföra.

## Arméer

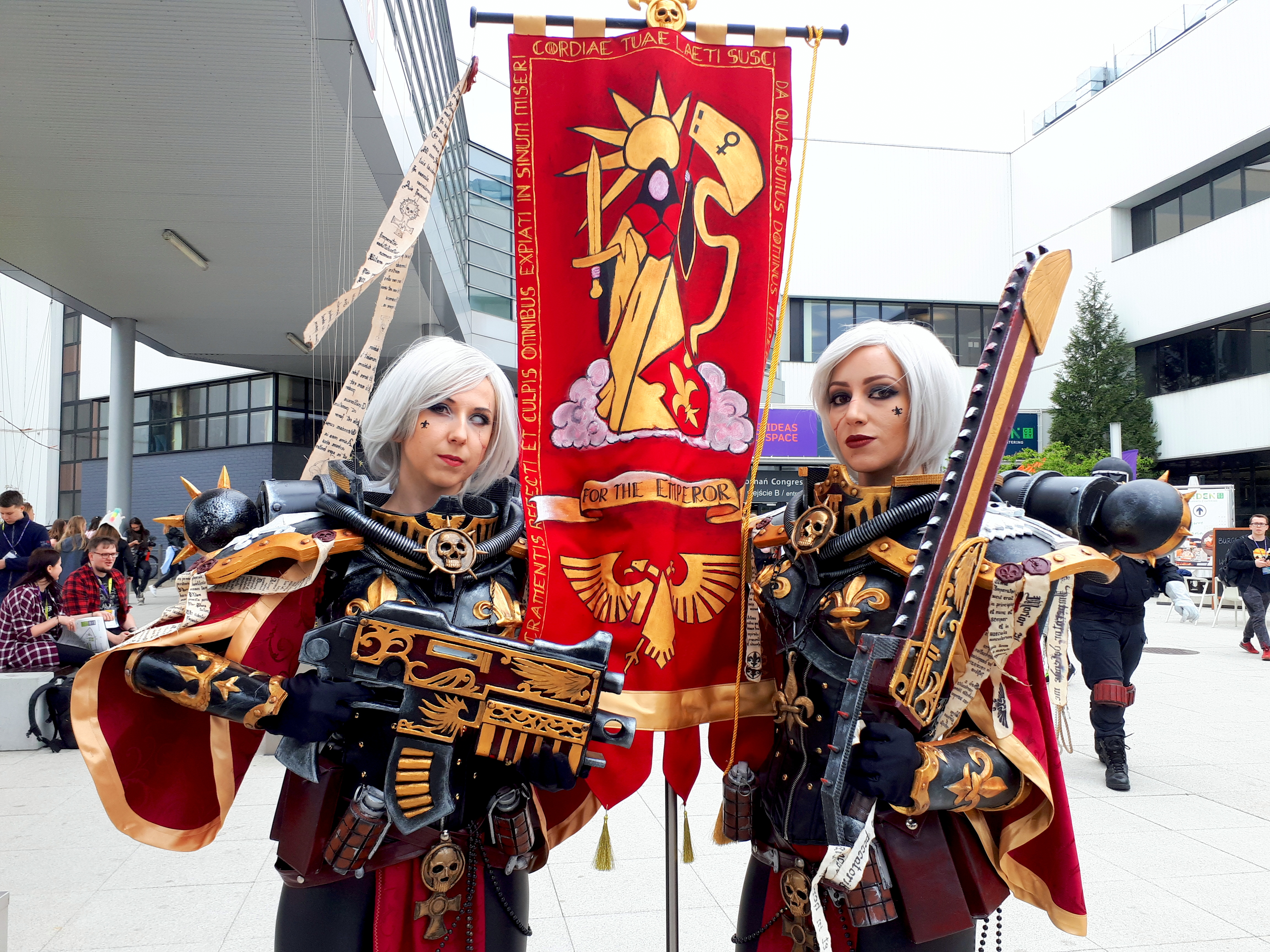
Sisters of Battle cosplay, en del av Imperiets arméer.

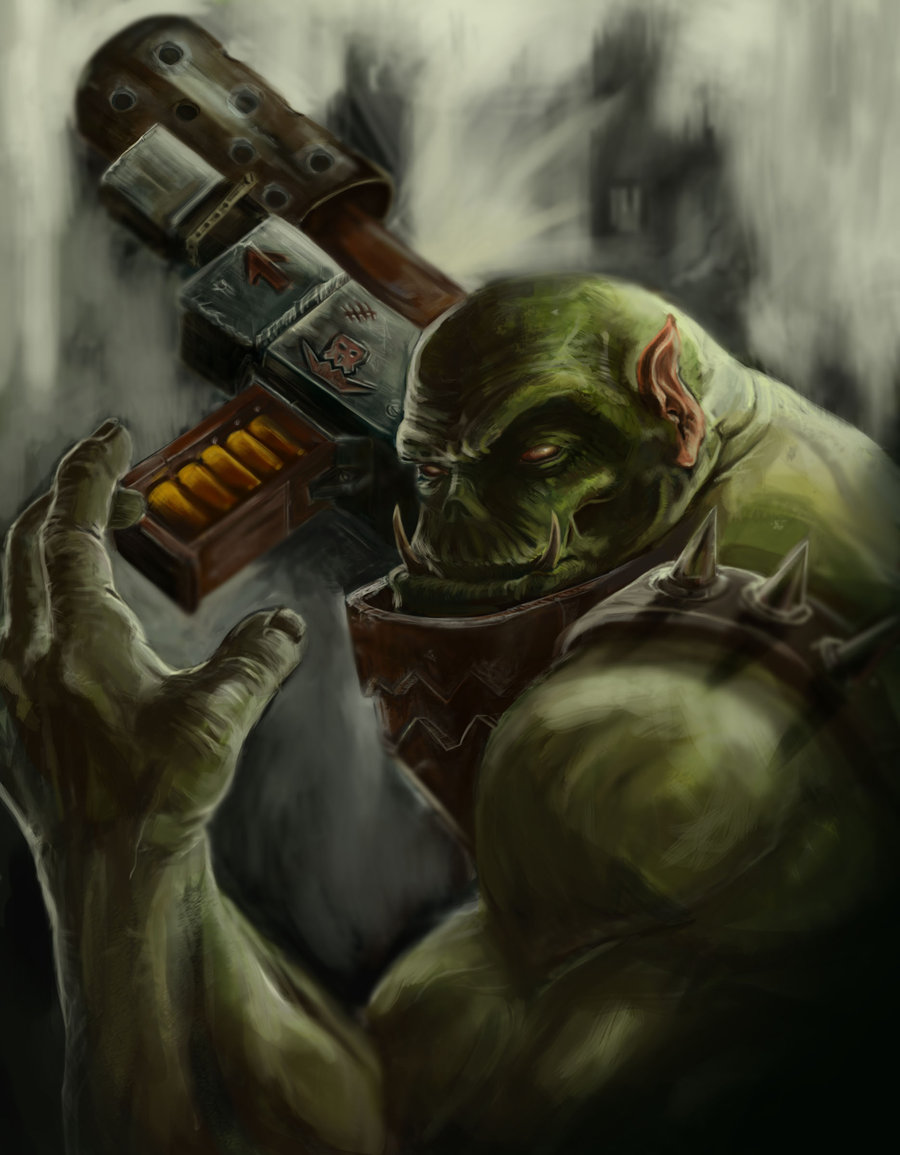
Ork.

Det finns ett antal stridande parter i Warhammer 40,000-universumet. Varje officiell part har en utgiven Codex där det finns detaljerad information om tillgängliga enheter samt kortfattad historia och annan information om armén.

### Imperiet
Det mänskliga Imperiet (Imperium of Man) har sitt säte på Terra och styrs av The High Lords of Terra tills den dag då Kejsaren återuppstår från sitt säte på den Gyllene tronen där hans kropp förtvinats och börjat ruttna medan hans psyke ännu är starkt. Det finns ett antal olika grenar inom Imperiets administration men de som Warhammer 40,000 mest kommer i kontakt med är de olika militära grenarna.

#### Imperial Guard/Astra Militarium
Imperial Guard (Kejserliga gardet) är Imperiets huvudsakliga armé. Varje värld inom Imperiet har som uppgift att kunna försvara sig själv med egna försvarsstyrkor. En del av dessa styrkor förs över till kejserliga gardet för att användas som förstärkning på andra planeter eller som en offensiv styrka. Denna faktion hette ursprungligen "the army", bytte sedan namn till Imperial Guard och ändrades till Astra Militarum vid brädspelets sjunde edition av regler.

#### Space Marines
Space Marines är Imperiets elitstyrkor som är instiftade av kejsaren själv och skapade från hans gener. Space Marines är indelade i kapitel som vardera har en styrka på ungefär 1000 soldater. Alla kapitel har dock sitt ursprung i de tjugo Primarch som ledde de ursprungliga tjugo Space Marine-legionerna.2 av de ursprungliga 20 dog och hälften av de överlevande legionerna gav dock efter för kaosgudarna och bytte sida före den tid som spelet utspelar sig i. Bland annat "Emperors Children","Black Legion" och "Word Bearers" vilka förrådde sina egna ca 10 000 år innan spelet utspelas.

### Chaos
Chaos är Imperiets främsta fiende. De består främst av de Space Marine-legioner som bytte sida under Horus ledning och som nu blivit korrumperade av de olika kaosgudarna men också av folk som bytt sida under senare tid och demoner frammanade av kraftfulla magiker.

### Eldar
Eldar är en alvliknande art som en gång var den dominerande rasen i universum. De blev dekadenta och kollapsade i en katastrof som kallas "Fallet" (The Fall). De överlevande Eldar flydde i gigantiska rymdskepp kallade Craftworlds. Eldar är en civilisation på väg nedåt men de har fortfarande tillgång till stora arsenaler av högteknologiska vapen.

### Orks
Orks är ett brutalt släkte av gröna humanoida varelser. Den typiske orken är en väldigt aggressiv och muskulös varelse vars knutna näve är i storlek som en människas huvud. 

### Tyranids
Tyranids (Tyranider) är en grupp insektliknande varelser som lever i myrliknande samhällen där individer inte existerar. 

### Tau
Tau är en mycket ung men väldigt teknologiskt avancerad art som inte varit ute i rymden speciellt länge. De är mycket öppna för allianser och deras regler är enkla; för att få tillhöra Tau Empire måste man slåss för "the greater good"

### Necron
Necrontyr var en art som levde för länge sedan, innan det ens fanns flercelligt liv på jorden och som försökte uppnå odödlighet. 

### Squats
I utgåvor av spelet från början av 1990-talet förekom en dvärgliknande armétyp som gick under namnet squats. De är numera utrotade till följd av att hela rasen och dess hemplanet blev förtärda av Tyraniderna.

## Bilder på figurspelet

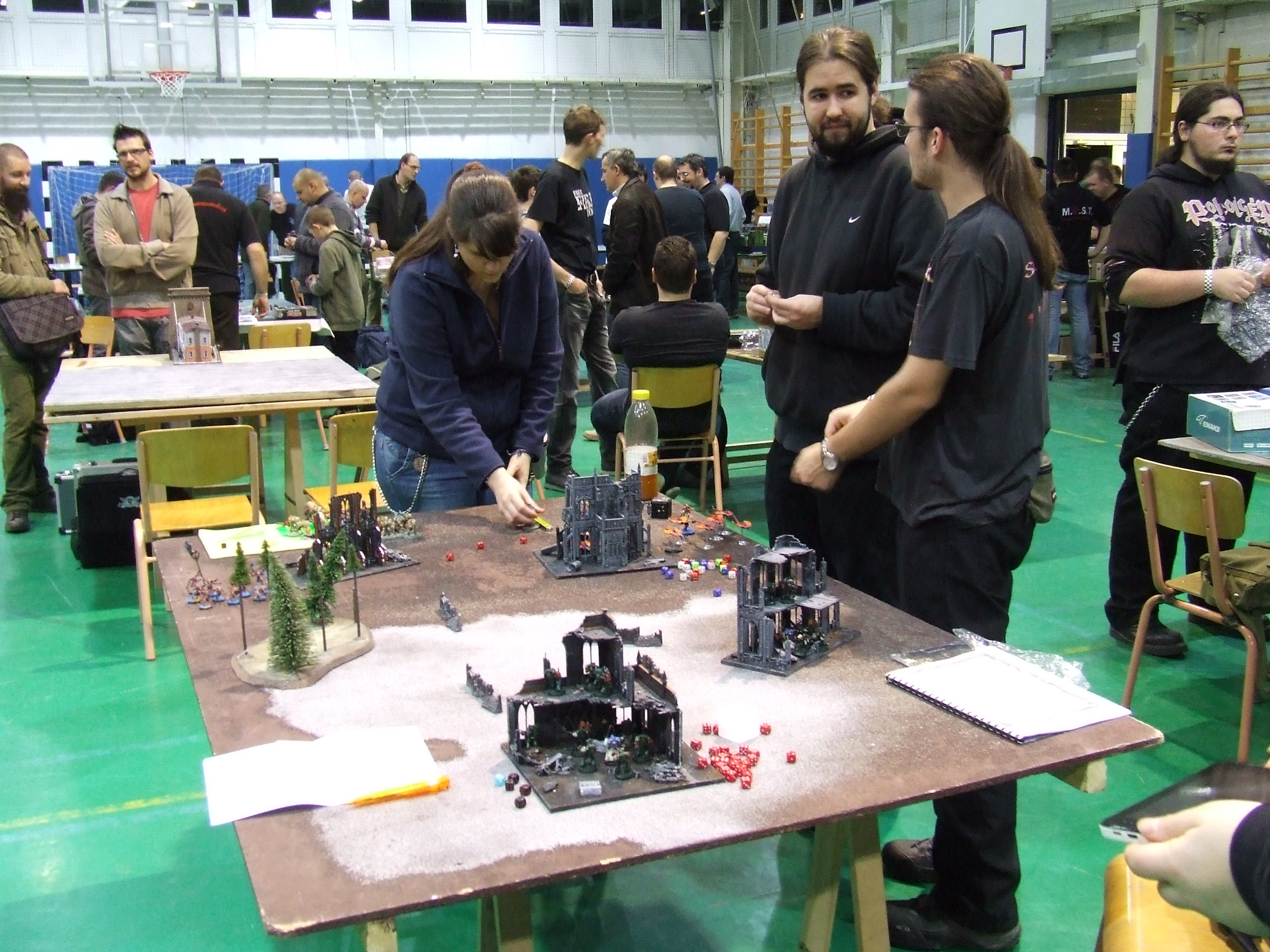

### Fotnoter
1. ↑  ”Norrköping drar ut i krig”. Norrköpingsmagazinet. 18 september 2013. Arkiverad från originalet den 9 oktober 2016. https://web.archive.org/web/20161009165847/http://www.norrkopingsmagazinet.se/norrkoping-drar-ut-i-krig/. Läst 8 oktober 2016.
2. ↑  Lennart Lundquist (19 juni 2008). ”Blodiga bataljer skön avkoppling”. Svenska dagbladet. http://www.svd.se/blodiga-bataljer-skon-avkoppling. Läst 7 oktober 2016.